# Crowe Global
Crowe Global eller Crowe er et amerikansk multinationalt revisionsfirma. De har over 220 datterselskaber med over 40.000 ansatte i 130 lande. I 2022 havde de en omsætning på 4,9 mia. USD.
Crowe udbyder regnskab, skat, konsultationer, risikostyring og finansiel rådgivning.
Virksomheden blev etableret i 1915 i New York City under navnet Horwath & Horwath, grundlæggerne var de to ungarske emigranter Ernest og Edmund Horwath.